# Полікарпова Лариса Петрівна
Лариса Петрівна Полікарпова (нар. 14 травня 1963, Київ, УРСР) — радянська та російська футболістка, півзахисниця.

## Життєпис
Першою футбольною командою став київський «Спартак», разом з яким на всесоюзному турнірі на призи тижневика «Собеседник» в 1988 році завоювала 4 місце. У 1989 році перейшла в київське «Динамо», де стала капітаном, і з командою виграла відбір за право участі в чемпіонському турнірі, але клуб відмовився їхати на фінальний турнір. Після першого кола чемпіонату 1990 року прийняла запрошення «Ниви» (Баришівка), з якої і стала чемпіонкою СРСР (відзначився у «золотому» матчі 2 голи в ворота московського клубу «Серп і Молот» - 2: 1). У 1991 році перейшла в «Текстильник» (Раменське), де знову стала Чемпіонкою СРСР. У 1993 році «Текстильник» почав відчувати фінансові труднощі й після закінчення сезону перейшла в «Калужанку», де, провівши половину сезону 1994 року, повернулася «Текстильник».

## Досягнення

### Командні
- Чемпіонат СРСР
  -  Чемпіон (2): 1990, 1991

- Чемпіонат Росії
  -  Бронзовий призер (1): 1994

- Кубок Росії
  -  Фіналіст (1): 1993

- Міжнародний турнір з футболу серед жінок
  -  Володар (2): 1991 ( Канада)[1], 1992 ( Польща)[6]

### Особисті
- У списку 33-ох найкращих футболісток Росії (1992, 1993).
- У складі збірної СРСР  учасниця виїзного турне проти збірних Англії  (9 та 10.09.1991) та Польщі  (16 та 18.09), відзначилася 1 голом.
- Найкращий бомбардир Першої ліги 1995 (23 голи).
- Найкраща бомбардир «Текстильника»: у вищій (1992 — 17 голів) та першій (1995 — 23 голи) лігах.
- Найкращий в історії бомбардир «Текстильника» в Кубках Росії: 18 голів.
- 24 травня 1995 року відзначилася 5 голами в матчі на Кубок Росії 1995 у ворота клубу «Вологжанка» (рахунок 12:0).